# Skate Canada 2000
Navigation
Édition précédente Édition suivante
Le Skate Canada (ou Internationaux Patinage Canada) est une compétition internationale de patinage artistique qui se déroule au Canada au cours de l'automne. Il accueille des patineurs amateurs de niveau senior dans quatre catégories: simple messieurs, simple dames, couple artistique et danse sur glace.
Le vingt-septième Skate Canada est organisé du 2 au 5 novembre 2000 au Hershey Centre de Mississauga dans la province de l'Ontario. Il est la deuxième compétition du Grand Prix ISU senior de la saison 2000/2001.

## Résultats

### Messieurs
| Rang | Nom               | Pays        | Points | Prog. court | Prog. libre |
| ---- | ----------------- | ----------- | ------ | ----------- | ----------- |
| 1    | Aleksey Yagudin   | Russie      | 1.5    | 1           | 1           |
| 2    | Todd Eldredge     | États-Unis  | 3.0    | 2           | 2           |
| 3    | Matthew Savoie    | États-Unis  | 5.5    | 5           | 3           |
| 4    | Ben Ferreira      | Canada      | 6.0    | 4           | 4           |
| 5    | Takeshi Honda     | Japon       | 6.5    | 3           | 5           |
| 6    | Fedor Andreev     | Canada      | 9.5    | 7           | 6           |
| 7    | Andrejs Vlascenko | Allemagne   | 10.0   | 6           | 7           |
| 8    | Matthew Davies    | Royaume-Uni | 14.0   | 12          | 8           |
| 9    | Li Chengjiang     | Chine       | 14.0   | 10          | 9           |
| 10   | Szabolcs Vidrai   | Hongrie     | 15.5   | 11          | 10          |
| 11   | Jeffrey Langdon   | Canada      | 15.5   | 9           | 11          |
| 12   | Gabriel Monnier   | France      | 16.0   | 8           | 12          |

### Dames
| Rang | Nom                | Pays       | Points | Prog. court | Prog. libre |
| ---- | ------------------ | ---------- | ------ | ----------- | ----------- |
| 1    | Irina Sloutskaïa   | Russie     | 1.5    | 1           | 1           |
| 2    | Michelle Kwan      | États-Unis | 3.0    | 2           | 2           |
| 3    | Fumie Suguri       | Japon      | 4.5    | 3           | 3           |
| 4    | Jennifer Robinson  | Canada     | 6.5    | 5           | 4           |
| 5    | Deanna Stellato    | États-Unis | 8.0    | 6           | 5           |
| 6    | Galina Maniachenko | Ukraine    | 8.0    | 4           | 6           |
| 7    | Yoshie Onda        | Japon      | 10.5   | 7           | 7           |
| 8    | Diána Póth         | Hongrie    | 13.0   | 10          | 8           |
| 9    | Annie Bellemare    | Canada     | 13.0   | 8           | 9           |
| 10   | Laëtitia Hubert    | France     | 14.5   | 9           | 10          |

### Couples
| Rang    | Nom                                   | Pays       | Points | Prog. court | Prog. libre |
| ------- | ------------------------------------- | ---------- | ------ | ----------- | ----------- |
| 1       | Jamie Salé / David Pelletier          | Canada     | 2.0    | 2           | 1           |
| 2       | Elena Berejnaïa / Anton Sikharulidze  | Russie     | 2.5    | 1           | 2           |
| 3       | Maria Petrova / Aleksey Tikhonov      | Canada     | 4.5    | 3           | 3           |
| 4       | Dorota Zagórska / Mariusz Siudek      | Pologne    | 6.5    | 5           | 4           |
| 5       | Pang Qing / Tong Jian                 | Chine      | 7.0    | 4           | 5           |
| 6       | Aljona Savchenko / Stanislav Morozov  | Ukraine    | 9.5    | 7           | 6           |
| 7       | Jacinthe Larivière / Lenny Faustino   | Canada     | 11.5   | 9           | 7           |
| 8       | Laura Handy / Jonathon Hunt           | États-Unis | 12.0   | 8           | 8           |
| 9       | Sabrina Lefrançois / Jérôme Blanchard | France     | 14.0   | 10          | 9           |
| Abandon | Kristy Wirtz / Kris Wirtz             | Canada     |        | 6           |             |

### Danse sur glace
| Rang    | Nom                                    | Pays        | Points | Danse imposée | Danse originale | Danse libre |
| ------- | -------------------------------------- | ----------- | ------ | ------------- | --------------- | ----------- |
| 1       | Marina Anissina / Gwendal Peizerat     | France      | 2.0    | 1             | 1               | 1           |
| 2       | Galit Chait / Sergei Sakhnovski        | Israël      | 4.0    | 2             | 2               | 2           |
| 3       | Marie-France Dubreuil / Patrice Lauzon | Canada      | 6.4    | 4             | 3               | 3           |
| 4       | Olena Hrushyna / Ruslan Honcharov      | Ukraine     | 7.6    | 3             | 4               | 4           |
| 5       | Megan Wing / Aaron Lowe                | Canada      | 10.0   | 5             | 5               | 5           |
| 6       | Chantal Lefebvre / Justin Lanning      | Canada      | 12.0   | 6             | 6               | 6           |
| 7       | Beata Handra / Charles Sinek           | États-Unis  | 14.0   | 7             | 7               | 7           |
| 8       | Aleksandra Kauc / Filip Bernadowski    | Pologne     | 17.4   | 10            | 9               | 8           |
| 9       | Svetlana Kulikova / Arseny Markov      | Russie      | 18.6   | 9             | 10              | 9           |
| 10      | Rie Arikawa / Kenji Miyamoto           | Japon       | 21.0   | 11            | 11              | 10          |
| Abandon | Marika Humphreys / Vitaly Baranov      | Royaume-Uni |        | 8             | 8               |             |

## Sources
- (en) Résultats du Skate Canada 2000 sur le site de l'International Skating Union
- Résultats du Skate Canada 2000
- Patinage Magazine N°75 (Décembre 1999-Janvier 2001)